# Skarsdalsbergen
Skarsdalsbergen är ett naturreservat i Bengtsfors kommun i Västra Götalands län.
Området är naturskyddat sedan 1997 och är 216 hektar stort. Reservatet omfattar höjder öster om Lelång med två mindre tjärnar, Kotjärn och Holmetjärn samt en mindre bäck. Reservatet består av äldre barrblandskog och hällmarkstallskog. 